# Konstantinos Panteleskos
Konstantinos Panteleskos (in greco Κωνσταντίνος Παντελεσκος?; fl. XX secolo) è stato un nuotatore greco.
Partecipò alle gare di nuoto dei Olimpiadi estive di Atene del 1906, gareggiando solo nei 400 m stile libero partecipando alla finale, senza però vincere alcuna medaglia.